# Specie di Gallieniellidae
Di seguito sono descritte tutte le 55 specie della famiglia di ragni Gallieniellidae note a giugno 2014.

## Austrachelas
Austrachelas Lawrence, 1938
- Austrachelas bergi Haddad et al., 2009 — Sudafrica
- Austrachelas incertus Lawrence, 1938 — Sudafrica
- Austrachelas kalaharinus Haddad et al., 2009 — Sudafrica
- Austrachelas merwei Haddad et al., 2009 — Sudafrica
- Austrachelas natalensis Lawrence, 1942 — Sudafrica
- Austrachelas pondoensis Haddad et al., 2009 — Sudafrica
- Austrachelas reavelli Haddad et al., 2009 — Sudafrica
- Austrachelas sexoculatus Haddad et al., 2009 — Sudafrica
- Austrachelas wassenaari Haddad et al., 2009 — Sudafrica

## Drassodella
Drassodella Hewitt, 1916
- Drassodella melana Tucker, 1923 — Sudafrica
- Drassodella purcelli Tucker, 1923 — Sudafrica
- Drassodella quinquelabecula Tucker, 1923 — Sudafrica
- Drassodella salisburyi Hewitt, 1916 — Sudafrica
- Drassodella septemmaculata (Strand, 1909) — Sudafrica
- Drassodella tenebrosa Lawrence, 1938 — Sudafrica
- Drassodella vasivulva Tucker, 1923 — Sudafrica

## Galianoella
Galianoella Goloboff, 2000
- Galianoella leucostigma (Mello-Leitão, 1941) — Argentina

## Gallieniella
Gallieniella Millot, 1947
- Gallieniella betroka Platnick, 1984 — Madagascar
- Gallieniella blanci Platnick, 1984 — Madagascar
- Gallieniella jocquei Platnick, 1984 — Isole Comore
- Gallieniella mygaloides Millot, 1947 — Madagascar

## Legendrena
Legendrena Platnick, 1984
- Legendrena angavokely Platnick, 1984 — Madagascar
- Legendrena perinet Platnick, 1984 — Madagascar
- Legendrena rolandi Platnick, 1984 — Madagascar
- Legendrena rothi Platnick, 1995 — Madagascar
- Legendrena spiralis Platnick, 1995 — Madagascar
- Legendrena steineri Platnick, 1990 — Madagascar
- Legendrena tamatave Platnick, 1984 — Madagascar

## Meedo
Meedo Main, 1987
- Meedo bluff Platnick, 2002 — Nuovo Galles del Sud
- Meedo booti Platnick, 2002 — Nuovo Galles del Sud
- Meedo broadwater Platnick, 2002 — Queensland
- Meedo cohuna Platnick, 2002 — Australia orientale
- Meedo flinders Platnick, 2002 — Australia meridionale
- Meedo gympie Platnick, 2002 — Queensland, Nuovo Galles del Sud
- Meedo harveyi Platnick, 2002 — Australia occidentale
- Meedo houstoni Main, 1987 — Australia occidentale
- Meedo mullaroo Platnick, 2002 — Australia meridionale, dal Queensland al Victoria
- Meedo munmorah Platnick, 2002 — Nuovo Galles del Sud
- Meedo ovtsharenkoi Platnick, 2002 — Australia occidentale
- Meedo yarragin Platnick, 2002 — Australia occidentale
- Meedo yeni Platnick, 2002 — Australia occidentale, Australia meridionale, Victoria

## Neato
Neato Platnick, 2002
- Neato arid Platnick, 2002 — Australia occidentale
- Neato barrine Platnick, 2002 — Queensland
- Neato beerwah Platnick, 2002 — Queensland, Nuovo Galles del Sud
- Neato kioloa Platnick, 2002 — Nuovo Galles del Sud, Victoria
- Neato palms Platnick, 2002 — Nuovo Galles del Sud
- Neato raveni Platnick, 2002 — Queensland
- Neato walli Platnick, 2002 — Queensland, Nuovo Galles del Sud, Victoria

## Oreo
Oreo Platnick, 2002
- Oreo bushbay Platnick, 2002 — Australia occidentale
- Oreo capensis Platnick, 2002 — Australia occidentale
- Oreo kidman Platnick, 2002 — Territorio del Nord
- Oreo muncoonie Platnick, 2002 — Queensland
- Oreo renmark Platnick, 2002 — Australia meridionale, dal Queensland al Victoria

## Peeto
Peeto Platnick, 2002
- Peeto rodmani Platnick, 2002 — Queensland

## Questo
Questo Platnick, 2002
- Questo annuello Platnick, 2002 — Victoria